# Dirección General de Política Lingüística del Principado de Asturias
La Dirección General de Política Lingüística  (en asturiano: Dirección Xeneral de Política Llingüística) era una de las direcciones generales de la Consejería de Cultura, Política Lingüística y Turismo del Principado de Asturias en la XI Legislatura (Primer Gobierno Barbón). Creada en 2008, en 2019 recuperó el nombre después de que entre 2015 y 2019 usase la denominación de Dirección General de Planificación y Normalización Lingüística.

## Funciones
- Planificación, desarrollo y seguimiento de la política lingüística del Gobierno asturiano en lo referente al asturiano y al gallego-asturiano.
- Defensa, promoción y enseñanza de la lengua asturiana como patrimonio colectivo de Asturias.
- Planificación, ejecución y coordinación con los demás departamentos de la administración asturiana y con otras administraciones y el control y la evaluación de los programas necesarios para el desarrollo de una política lingüística que garantice y normalice socialmente el uso de la lengua asturiana.
- Promoción y potenciación del reconocimiento nacional e internacional de la literatura escrita en lengua asturiana, y también de la cultura que se expresa en esa lengua.

## Composición
- Servicio de Normalización del Uso de la Lengua Asturiana e Investigación: Al que corresponden las funciones de planificación y ejecución de programas de normalización del uso de la lengua asturiana y de propuestas que impulsen su estudio e investigación.
- Servicio de Planificación y Conocimiento de la Lengua Asturiana: para la planificación y ejecución de programas de difusión y conocimiento de la lengua asturiana.

## Titulares
| Nombre                           | Imagen | Mandato | Mandato                                                                                   | Legislatura      |
| -------------------------------- | ------ | --- | ----------------------------------------------------------------------------------------- | ---------------- |
| Consuelo Vega                    |        | 2 de agosto de 2007-28 de noviembre de 2008 (Dirección General de Promoción Cultural y Política Lingüística) | 28 de noviembre de 2008 - 27 de julio de 2011 (Dirección General de Política Lingüística) | VII Legislatura  |
| Alfredo Ignacio Álvarez Menéndez |        | 27 de julio de 2011                                                                                          | 19 de junio de 2012                                                                       | VIII Legislatura |
| Ana María Fueyo Llaneza          |        | 4 de julio de 2012                                                                                           | 14 de agosto de 2015                                                                      | IX Legislatura   |
| Fernando Padilla Palicio         |        | 14 de agosto de 2015 (Dirección General de Planificación y Normalización Lingüística)                        | 4 de septiembre de 2019                                                                   | X Legislatura    |
| Antón García                     |        | 4 de septiembre de 2019                                                                                      | -                                                                                         | XI Legislatura   |